# Supacell
Supacell es una serie de televisión de superhéroes británica de 2024, creada y escrita por Rapman para Netflix. Ambientada en el sur de Londres, la serie trata sobre un grupo de cinco personas negras comunes y corrientes, unificadas por la historia familiar de la enfermedad de células falciformes, el desarrollo inesperado de superpotencias y las perseguidas por una organización secreta que tiene la intención de controlarlos. La serie cuenta con un elenco, que incluye a Tosin Cole, Adelayo Adedayo, Josh Tedeku, Nadine Mills, Eric Kofi-Abrefa, Calvin Demba, Ghetts, Digga D y Eddie Marsan. La serie fue dirigida por Rapman y Sebastian Thiel, y se estrenó en seis episodios el 27 de junio de 2024.
La serie fue una venta difícil por elegir algunas cadenas estadounidenses como HBO, ABC y FX, Netflix fue elegido a finales de 2019, antes del lanzamiento del primer largometraje de Rapman, Blue Story. El proceso de desarrollo y escritura tuvo lugar durante la pandemia de COVID-19 en 2020 y el rodaje tuvo lugar entre julio de 2022 y abril de 2023, en todo el sureste de Londres. La serie explora temas como el crimen con cuchillo, el perfil racial, la pobreza, la explotación de cuerpos negros y la enfermedad de células falciformes.
Supacell recibió críticas muy positivas de los críticos y el público por sus actuaciones, dirección, escritura, cinematografía y efectos visuales, y por crear conciencia sobre la enfermedad de células falciformes. Tras su lanzamiento, la serie asumió en Top 10 globalmente de Netflix, con más de 18 millones de espectadores en sus primeras semanas en la plataforma.
En agosto, Netflix anunció que la serie había sido renovada para una segunda temporada.

## Sinopsis
Un grupo de cinco personas negras aparentemente ordinarias del sur de Londres (un repartidor, un líder de pandillas, una enfermera, un padre que tiene dificultades financieras y un traficante de drogas de Cockney), unificados por un historial familiar de enfermedad de células falciformes, desarrollan inesperadamente superpoderes.Se descubren el uno al otro y se defienden de la trampa de una organización secreta que busca controlarlos.

## Reparto
- Tosin Cole como Michael Lasaki.
- Adelayo Adedayo como Dionne Ofori.
- Eddie Marsan como Ray.
- Nadine Mills como Sabrina Clarke.
- Eric Kofi-Abrefa como Andre Simpson
- Calvin Demba como Rodney.
- Josh Tedeku como Tayo «Tazer» Amusan.
- Rayxia Ojo como Sharleen Clarke.
- Giacomo Mancini como Spud.
- Michael Salami como Gabriel.
- Travis Jay como John.
- Ghetts como Craig «Krazy».
- Digga D como Chucky.
- Robbie Gee como Mr. Johnson.
- Akai Coleman como Tiny.
- Andy Thompson como Twosie.
- Xavien Russell como Dotz.
- Mickira Oji as Skreamer.
- Sian Brooke como Victoria Kesh.

## Episodios
| N.º en serie | N.º en temp. | Título     | Dirigido por    | Escrito por | Fecha de emisión original |
| --- | ------------ | ---------- | --------------- | ----------- | ------------------------- |
| 1 | 1            | «Michael»  | Rapman          | Rapman      | 27 de junio de 2024       |
| El repartidor Michael tiene grandes planes para el futuro con su novia. Hasta que algo extraño le empiece a pasar a él y a otros en el sur de Londres |              |            |                 |             |                           |
| 2 | 2            | «Tazer»    | Rapman          | Rapman      | 27 de junio de 2024       |
| Cuatro londinenses se avan del descubrimiento de sus poderes, mientras que otro sabe exactamente cómo aprovechar al máximo los suyos. Michael busca respuestas desesperadamente. |              |            |                 |             |                           |
| 3 | 3            | «Sabrina»  | Sebastian Thiel | Rapman      | 27 de junio de 2024       |
| Sabrina y Sharleen planean salir por la noche después de un largo día. The Tower Boys se meten en una pelea que deja a Tazer jurando venganza. A Michael se le ocurre un plan. |              |            |                 |             |                           |
| 4 | 4            | «Andre»    | Sebastian Thiel | Rapman      | 27 de junio de 2024       |
| Sabrina decide entregarse del asesinato de Onyx, pero la policía dice que no se informó de ningún asesinato, y Sabrina encuentra el cuerpo desaparecido. Andre toma una decisión peligrosa después de que los alguaciles lo visitaran para robar el escondite de una pandilla local. El negocio de Rodney se ralentiza, y Dionne conoce a la madre de una chica desaparecida, Jasmine. Sus padres le dicen a Dionne que fue tomada y que tiene el poder de sanar. Dionne se da cuenta de que los agentes están secuestrando a individuos negros que muestran poderes y que todos ellos tienen padres que tienen anemia falciforme. Spud es tomado y golpeado por los Sixes por vender hierba. Michael encuentra a Sabrina usando los nombres en los paquetes y decide ir con Sabrina y Char, pero su madre tiene un brote de células falciformes, y él se teletransporta para ayudarla. Los otros cuatro convergen en el escondite de la pandilla: Andre para robar el dinero, Sabrina para proteger a Char mientras compra hierba, Rodney para encontrar a su amigo Spud y Tazer para matar a Krazy y los Sixes. Los cuatro se encuentran y huyen por separado después de luchar con sus poderes. |              |            |                 |             |                           |
| 5 | 5            | «Rodney»   | Sebastian Thiel | Rapman      | 27 de junio de 2024       |
| Rodney visita a su madre, que está casada con un hombre racista, y se niega a dejar que se quede con ella. Con su mejor amigo en el hospital, Rodney cambia de opinión. Michael decide contarle todo a Dionne, pero Rodney se acerca a él, diciendo que quiere ayudar a encontrar a los demás antes de que pueda. Andre se está recuperando después de su encuentro con los demás mientras Michael y Rodney intentan localizarlo. Sabrina es promovida en el trabajo, mientras que Krazy agrede físicamente a Shar. Sabrina se da cuenta de que Char ya ha desaparecido. Tazer y su pandilla están decididos a derribar a la pandilla de Krazy, y Tazer agrede a la chica que los puso con los Sixes mientras también sigue a su familia. Los padres de Jasmine le dicen a Dionne dónde los hombres encapuchados están tomando a los sobrehumanos, y explican que Jasmine fue tomada y puede curar a otros con su poder. Tazer y su pandilla son detenidos por la policía, pero Tazer escapa al volverse invisible. Andre es atacado por uno de los hombres encapuchados que coincide con su fuerza y es detenido por ellos. Sabrina, Michael y Rodney se reúnen, dándose cuenta de que Shar y Andre pueden haber sido tomados por las mismas personas. Tazer también es atacado por los hombres encapuchados, pero escapa con la ayuda de Sabrina, Michael y Rodney. |              |            |                 |             |                           |
| 6 | 6            | «Supacell» | Rapman          | Rapman      | 27 de junio de 2024       |
| Dionne encuentra el abandonado Ashington Estate donde se encuentran los hombres encapuchados y viaja allí, y Michael se teletransporta a ella. Michael finalmente le dice a Dionne lo que vio en el futuro. Andre es tomado por los hombres encapuchados, y se le explica que los superpoderes son una mutación de la anemia falciforme que han considerado «Supacell», y la Organización le ofrece un trabajo para traer a otros con supacell. Michael explica lo que vio en el futuro a Sabrina, Rodney y Tazer. Krazy llama y amenaza a Tazer. Hay mucho en juego, ya que Tazer y Sabrina buscan a Krazy, quien les ordena que se reúnan con él en A-Town (también conocido como Ashington Estate) esa noche. Rodney y Sabrina también convergen en A-Town. Sabrina, Rodney y Michael se enfrentan a Krazy y los Seis, y Tazer también llega. Krazy revela que también es un supacell, y tiene el poder de replicar otros poderes, y llegan más hombres encapuchados. Se revela que todas las personas encapuchadas también tienen poderes de supacell, incluido Andre. Con poderes empujados más allá de su límite, los cinco deben unirse para salvar a los que aman. En la pelea que sigue, Krazy intenta matarlos a todos, pero Michael retrocede el tiempo y lo detiene. Una bala perdida luego golpea a Dionne y la mata; a Michael no le queda suficiente poder para retroceder el tiempo de nuevo y se queja mientras ella muere. Algún tiempo después, los cinco se reúnen y Michael les dice su intención de ir al futuro para averiguar más y vengarse de la Organización. Se revela que Shar fue capturada por la Organización, pensando que ella era la que tenía poderes. Se revela que el jefe de la Organización es el gerente del centro de tratamiento de células falciformes. La madre de Michael está en tratamiento, y ordena que Krazy sea asesinado antes de declarar que la Organización ahora haría las cosas a su manera. |              |            |                 |             |                           |

## Producción

### Desarrollo y escritura
Los planes de Rapman para escribir una serie de superhéroes se publicaron por primera vez en noviembre de 2019, durante la promoción de su primer largometraje Blue Story. Cuando se le preguntó al actor Junior Afolabi Salokun, que apareció tanto en Blue Story como en Supacell, sobre lo que le gustaría escribir a continuación, Rapman respondió con «Quiero hacer una ciencia ficción algún día. Podría hacer algo como un Misfits, pero un poco más profundo. ¿Como imaginar que alguien de donde vinimos [el sur de Londres] obtiene poderes? Como poderes reales, ¿qué haría realmente el hombre con ese poder?».
La serie fue difícil por elegir de algunas cadenas estadounidenses, como HBO, ABC y FX, que la rechazaron. Durante una cena con algunos ejecutivos de Netflix del Reino Unido, donde Rapman lanzó ideas para varios programas, como una serie centrada en el fútbol sin título, Supacell fue encargado con éxito. Comenzó a escribir la serie durante la pandemia de COVID-19, después de la cancelación de su segunda película planeada American Son, una nueva versión de la película francesa de 2009 Un profeta, protagonizada por Russell Crowe y Stephan James, para Paramount Pictures, como resultado de la pandemia, y en noviembre de 2021, la serie se anunció en noviembre de 2021 con Mouktar Mohammed y Henrietta Lee de New Wave como productor ejecutivo y productora asociada, respectivamente.También son los productores ejecutivos Anna Ferguson y Steve Searle de Netflix con Mark Hedges como productor de la serie.Rapman escribió los seis episodios y dirigió tres, con Sebastian Thiel dirigiendo los otros tres episodios. En agosto, la serie fue renovada para una segunda temporada.

### Casting
En agosto de 2022, Tosin Cole fue anunciado en el papel principal junto con un elenco que incluía a Adelayo Adedayo, Nadine Mills, Eric Kofi-Abrefa, Calvin Demba, Josh Tedeku, Rayxia Ojo y Giacomo Mancini.Más tarde se reveló que Eddie Marsan se había unido al elenco como Ray.

### Filmación
La filmación tuvo lugar entre el 4 de julio y el 10 de diciembre de 2022 en el sur y sureste de Londres.Los lugares de rodaje incluyeron Thamesmead, Peckham, Bermondsey y Deptford.Se informó que la producción estaba utilizando una cámara especializada Arri 35 que ha sido diseñada para mostrar la piel negra de la mejor manera y más complementaria.El rodaje había terminado en abril de 2023.

## Lanzamiento
La serie se estrenó en Netflix el 27 de junio de 2024.

## Recepción
En el sitio web del agregador de reseñas Rotten Tomatoes, el 100 % de las 12 críticas son positivas, con una calificación promedio de 7,3/10. Metacritic, que utiliza un promedio ponderado, asignó a la serie una puntuación de 71 sobre 100, basada en 10 críticos, lo que indica reseñas «generalmente favorables». Leila Latif de The Guardian otorgó al primer episodio cuatro de cinco estrellas, lo que lo denominó «un motín absoluto, sorprendentemente interpretado y tramado como gran tensión».Aramide Tinubu de Variety elogió la perspectiva única de la serie sobre el género con sus personajes y escenarios, y comentó que «Supacell considera cómo el individualismo ha causado fracturas en las sociedades occidentales, específicamente en las comunidades negras que anteriormente prosperaban debido a la colectividad. El programa también reflexiona sobre por qué nuestra dependencia de la tecnología sin duda tiene un costo».
La serie ha aumentado la conciencia de la vida con la enfermedad de células falciformes.